# Else Wenz-Viëtor
Else Wenz-Viëtor (* 30. April 1882 in Sorau, Nieder-Lausitz; † 29. Mai 1973 in Icking) war eine deutsche Kinderbuchillustratorin. In den 1920er und 1930er Jahren gehörte sie zu den bekanntesten und produktivsten Bilderbuch-Illustratoren in Deutschland.

## Leben
Else Wenz-Viëtor wurde unter ihrem Geburtsnamen Viëtor am 30. April 1882 in Sorau (Niederlausitz) geboren und wuchs bei ihren Großeltern in Freiburg im Breisgau auf.
Von ihrem Großvater übernahm sie die Liebe zu Pflanzen und Tieren, später ihre Lieblingsmotive. Das Zeichnen erlernte sie weitgehend als Autodidaktin; ab 1901 besuchte sie die Kunstgewerbeschule in München und schloss sich einem Verein von Künstlerinnen an. Im Schwabinger Künstlerviertel porträtierte sie bekannte Künstlerpersönlichkeiten. In dieser Zeit heiratete sie den Maler Carl Rehm. Die Ehe wurde geschieden, 1913 heiratete sie den Architekten Paul Wenz.
Sie leitete von 1933 an die Ickinger NS-Frauenschaft.
Ihre Tochter Hedda Obermaier-Wenz erhielt die graphische Ausbildung bei ihrer Mutter und zeichnete in einem fast identischen Stil. Sie schuf Illustrationen für etwa 60 Kinderbücher und war im Kunstverein Werdenfelser Künstler e. V. im Werdenfelser Land als Malerin tätig.

## Künstlerisches Schaffen
Im Jahr 1903 illustrierte sie ihr erstes von insgesamt über 150 Büchern, Das Buch vom Kinde. Ab 1909 arbeitete sie mit dem Verlag Alfred Hahn zusammen, schuf auch Bilder für Auerbachs Deutschen Kinderkalender. Außerdem war sie als freie Mitarbeiterin für die Deutschen Werkstätten für Kunst und Handwerk tätig, für die sie Inneneinrichtungen, Tapeten, Gläser etc. entwarf. Sie zeigte 1914 auf der Kölner Werkbundausstellung ein Teezimmer. 1920 begann die sehr produktive Zusammenarbeit der Künstlerin mit dem Oldenburger Stalling Verlag. Allein dort erschienen 30 von ihr bebilderte Bücher mit einer Gesamtauflage von über einer Million.
Else Wenz-Viëtor wurde häufig mit ihrer älteren Kollegin Gertrud Caspari verglichen, aber sie selbst nannte als Vorbild den englischen Grafiker Arthur Rackham. Dem Trend der damaligen Zeit folgend, zeichnete sie in den Bilderbüchern Pflanzen und Tiere häufig mit menschlichen Zügen. In Sonnenkinderstuben (1925) malt sie einen Schmetterling mit Schürze und eine Meise mit Kopftuch. Die vermenschlichte Darstellung von Tieren findet sich zum Beispiel in Die Schule im Walde (1931) mit Versen von Adolf Holst. Mit dem Lehrer und Kinderbuchautor Adolf Holst gestaltete sie mindestens noch 11 weitere Bücher.

### Auswahl ihrer Bilderbücher
- Auf dem Bauernhof – Ein Bilderbuch zum Aufstellen (1910), Jos. Scholz-Mainz-Verlag Wiesbaden, Verlagsnummer 6562
- Nürnberger Puppenspielbuch (1920)
- Schweinchen-Schlachten, Würstchen-Machen, Quieck-Quieck-Quieck (1925)
- Der kleine Häwelmann (1926)
- Schelmengesindel, Ebenhausen bei München: Wilhelm Langewiesche-Brandt (1928)
- Grünbart, das Moosmännchen Oldenburg: Gerhard Stalling 1928. Oldenburg: Lappan Verlag 1985
- Im Blumenhimmel (1929)
- Die Schule im Wald (1931)
- Weihnachten (1932)
- Bei den Osterhasen (1934)
- Hochzeit im Winkel (1934)
- Steig ein, mein Kind. Wir reisen durch’s Jahr (1935)
- Das Nachtkind (1942)
- Bienelinchens Abenteuer (1949)
- St. Nikolaus in Not, Stalling Verlag, (1954)
- Zambi, der Elefant, Ars sacra Josef Müller Verlag, (1954)
- Die glücklichen Mausleut, Lappan Verlag, Oldenburg 1998, ISBN 3-89082-210-X

### Quartette (Auswahl)
Märchen-Quartett. J.W. Spear & Söhne, Firmenkatalog 1919, Nr. 856